# Евгения Атанасова
Евгения Атанасова е българска журналистка и телевизионна водеща на предаванията на Българската национална телевизия „Екип 4“, „Панорама“, „Вижте кой?“, „Светът е 7“ и др. Автор е на документални телевизионни филми.
Изпълнителен и отговорен продуцент в БНТ. Главен продуцент от 2016 г.
Публикува статии и интервюта в сп. „L'Europeo“, в-к „Капитал“, в-к „Дневник“, и др.
Автор е на 7 документални филма за Кристо.